# Крокол
Крокол (рос. Крокол) — присілок у Лузькому районі Ленінградської області Російської Федерації.
Населення становить 14 осіб. Належить до муніципального утворення Осьминське сільське поселення.

## Історія
Згідно із законом від 28 вересня 2004 року № 65-оз належить до муніципального утворення Осьминське сільське поселення.

## Населення
| 1838 | 1862 | 1885 | 1928 | 1965 | 1997 | 2007 |
| ---- | ---- | ---- | ---- | ---- | ---- | ---- |
| 97   | ↗138 | ↘115 | ↗156 | ↘27  | ↘20  | ↘13  |
| 2010 |      |      |      |      |      |      |
| ↗14  |      |      |      |      |      |      |